# Charles K. Bliss

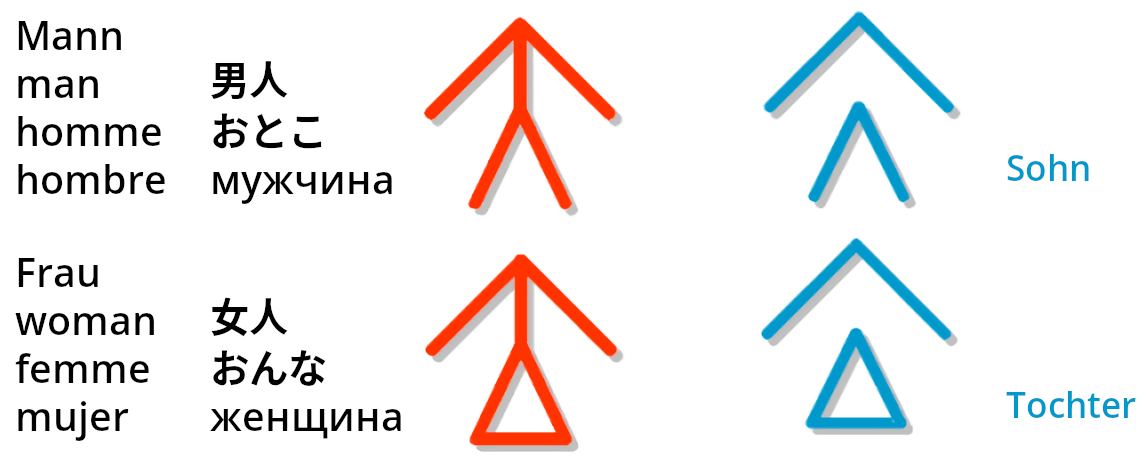
Bliss-Symbole für Mann und Frau

Charles Kasiel Bliss AM (* 5. September 1897 als Karl Kasiel Blitz in Czernowitz, Österreich-Ungarn; † 13. Juli 1985 in Sydney, Australien) wollte eine eigene Schrift gestalten, die durch ihre Eindeutigkeit dazu beitragen würde, Missverständnisse zwischen den Völkern zu vermeiden. Sein Zeichensystem sollte so gestaltet sein, dass die Bedeutung der Begriffe sofort erkennbar sei. Das Ergebnis waren die Bliss-Symbole.

## Leben

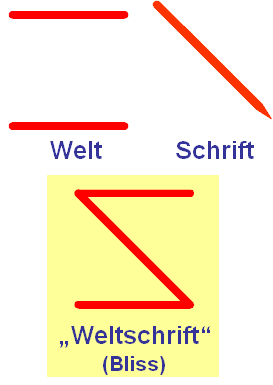
Beispiele für die Bliss-Symbole

Karl Blitz wuchs in der Bukowina, einer Region der k.u.k.-Monarchie an der Grenze zum Russischen Reich auf, in der neun Nationalitäten lebten, die einander oft feindlich gesinnt waren. Er war das erste von vier Kindern der Eltern Michel Anchel und Jeanette Blitz. Sein Vater arbeitete als Optiker, Mechaniker und Elektriker. Während seine Eltern untereinander Jiddisch sprachen, sprachen sie mit ihren Kindern nur Deutsch, daher ist Deutsch seine Muttersprache.
1914, zu Beginn des Ersten Weltkriegs, versucht Blitz, sich zur Armee zu melden, wird aber als zu jung abgelehnt. Er tritt darauf in den Felddienst des Roten Kreuzes ein und wird mit der Bergung von Toten und Verwundeten vom Schlachtfeld beauftragt. 
1915 macht Blitz seine Matura und tritt 1915 in die Armee ein. 1918 stirbt sein Vater und der Weltkrieg endet. Er studierte Chemie und Physik, brach jedoch sein Studium ab, als Czernowitz unter rumänische Herrschaft fiel.  1919 studierte er Chemieingenieurwesen an der Technischen Universität Wien und schloss das vierjährige Studium in drei Jahren ab. Er finanziert sein Studium durch Nachhilfeunterricht für Kommilitonen und als Musiklehrer.
1920 lernte er die 15 Jahre ältere Claire Adler kennen. 
1922 schloss Blitz an der Technischen Hochschule in Wien sein Studium als Chemieingenieur ab. Anschließend arbeitete er in der Forschung und wurde Chef der Patentabteilung seines Betriebs.
1925 heiratete er Marries Rosika Kottler aus seiner Heimatstadt Czernowitz, von der er sich 1927 scheiden lässt. Ab 1933 lebt er mit der mittlerweile verwitweten Claire zusammen. 

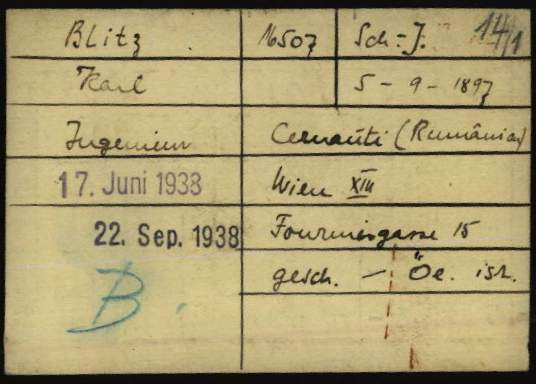
Registrierungskarte von Charles K. Bliss als Gefangener im nationalsozialistischen Konzentrationslager Dachau

1938, nach dem Anschluss Österreichs an das Deutsche Reich, wurde er von der SA festgenommen. Zu diesem Zeitpunkt war Claire Adler 56 Jahre alt und nicht mit Karl Blitz verheiratet. Sie besuchte die Fabrik, die Polizei und alle, von denen sie glaubt, dass sie helfen könnten – doch ohne Erfolg, denn alle waren entweder zu verängstigt oder Nazis. 
Im Polizeigefängnis Hahngasse organisierte Blitz Schachturniere mit Schachfiguren aus geknetetem Brot und hiel Vorträge über Geografie, Physik, Chemie, Astronomie und Einsteins Relativitätstheorie.
Am 16. Juni 1938 wurde Blitz zuerst in das KZ Dachau und von dort weiter in das KZ Buchenwald eingeliefert. 
Als der Briefverkehr verboten wird, nutzt Karl seinen letzten Brief, um Claire zu raten, weiterhin Briefe zu schicken, aber eine komplette Serie rumänischer Briefmarken beizulegen. Der Trick funktioniert. Die Briefsortierer behalten die Briefmarken, leiten aber die Briefe weiter (in der Hoffnung, dass weitere Briefmarken folgen).
Zwei Niederländer arbeiteten daran, Gefangene aus Konzentrationslagern zu befreien. Ihr Hauptquartier befand sich in Wien. Dank der Bemühungen seiner späteren Frau Claire kam er wieder frei, musste aber Deutschland verlassen und ging nach Großbritannien. Wegen des Kriegsausbruchs im Jahr 1939 konnte Claire ihm nicht dorthin folgen und ging zunächst zu seiner Familie nach Rumänien und von dort weiter nach Griechenland zu seinen Freunden. Nach dem Einmarsch italienischer Truppen in Griechenland beschlossen beide, zu einem Cousin in Shanghai zu fliehen. Claire reiste über das Schwarze Meer, dann mit der Transsibirische Eisenbahn in die Mandschurei und über das Gelbe Meer nach Shanghai. Karl nahm einen Weg über den Atlantik, Kanada, den Pazifik und Japan nach China. Weihnachten 1940 trafen sie sich nach dreijähriger Trennung in Shanghai. Mit seinen beiden Kameras, die er aus England mitgebracht hatte, gründete Blitz ein Fotografie- und Filmunternehmen namens Bliss Film Service.
Dort erkrankte Claire an Typhus und wurde von Karl gepflegt. Am 25. Januar  1941 heiraten die beiden und nennen sich Charles und Claire Bliss.
Als japanische Truppen am 7. Dezember 1941 Shanghai eroberten, war Karl als Jude gezwungen, in das Ghetto im Stadtteil Hongkou zu gehen. Claire folgte ihm, obwohl sie sich als Katholikin leicht von ihrem Mann hätte scheiden lassen können.
In Shanghai wurde Karl Blitz auf die chinesischen Schriftzeichen aufmerksam. Ein Chinesischlehrer erklärte ihm, dass chinesische Texte in verschiedenen Dialekten gelesen werden können von Leuten, die nicht miteinander sprechen können. Er lernte einige chinesische Schriftzeichen. Er entzifferte Schlagzeilen der chinesischen Zeitungen und übersetzte sie auf Deutsch oder Englisch.
1942 entdeckte Karl Blitz die Schriften von Professor Basil Hall Chamberlain von der Universität Tokyo. Chamberlain war der Ansicht, dass eines Tages Ideogramme einen endgültigen Sieg über die phonetischen Schriften erringen würden. Dies war vielleicht der letzte Anstoß für Blitz, eine Pasigrafie zu entwickeln.
Am 29. Januar 1943 veröffentlichte Charles Bliss in der Zeitschrift „Our Life“ seinen ersten  Artikel über „A New World Writing“ (Eine neue Weltschrift) und hielt am 23. Februar vor einem Publikum aus europäischen und chinesischen Studenten im Shanghai Jewish Club eine Vortrag über seine "Weltschrift". 
Im Mai 1946 sprach vor Offizieren der US-Armee und später vor dem Rotary Club Shanghai. Das Publikum war begeistert und ermutigte ihn zur Veröffentlichung.
1946, nach dem Ende des Zweiten Weltkrieges, siedelten Karl und Claire nach Australien um. Bei ihrer Ankunft in Sydney wird Charles von zahlreichen Reportern zum Thema „New World Writing“ interviewt.
In Sydney waren jedoch Karls Kenntnisse nicht gefragt, und er musste sich mit untergeordneten Tätigkeiten zufriedengeben.
An Wochenenden recherchierten die beiden in Bibliotheken und arbeiteten an der Weiterentwicklung „einer Schrift für eine Welt und dem Verständnis über alle Sprachgrenzen hinweg“. Der erste Name für dieses Projekt war „World Writing“ (= Weltschrift), dann entschieden sie sich für eine etwas internationalere Bezeichnung und prägten den englischen Namen Semantography (vom griechischen „sema“ = Zeichen + „graphein“ = Schreiben).
1949 veröffentlichte Blitz sein Werk „International Semantography: A non-alphabetical Symbol Writing readable in all languages“ (Semantographie: Eine nicht-alphabetische Symbolschrift, die in allen Sprachen lesbar ist).
Diese Semantographie wurde von Bertrand Russell und Lancelot Hogben positiv bewertet, traf aber sonst nur auf wenig Interesse.
Claire verschickte zwischen 1949 und 1953 mehr als 6.000 Briefe mit Informationen über die Semantographie an Universitäten und Pädagogen in der ganzen Welt. Doch diese Bemühungen waren ohne Erfolg. Am 14. August 1961 verstarb Claire.
1971 kam eine kanadische Behindertenorganisation – nach der Sichtung etlicher ähnlicher Projekte – zur Entscheidung die Semantographie für die Kommunikation spastisch gelähmter Kinder einzusetzen. An diese Zielgruppe hatte Blitz ursprünglich nicht gedacht, doch 1975 gewährte er der kanadischen Blissymbolics Communication Foundation eine exklusive Lizenz für die Nutzung seiner Symbole. Mit der Verwendung seiner Semantographie war er aber überhaupt nicht zufrieden.